# Christopher Marlowe
Christopher Marlowe (Canterbury, 26. veljače 1564. – Deptford, danas dio Londona, 30. svibnja 1593.), engleski lirski i dramski pjesnik.
Studirao je u Canterburyju i Cambridgeu. Prevodio je Ovidija, pisao stihove i drame. Bio je vladin tajni agent. Rodjen dva mjeseca prije covjeka cija ce dulja i uspjesnija karijera zasjeniti njegovu, najveći je dramatičar engleske renesanse prije Shakespearea.
Dana 30. svibnja 1593., u Deptfordu, selu 5 km jugoistočno od Temze, proboden je u tučnjavi u krčmi. 
Dok je Shakespeare još uvijek živio u tihoj anonimnosti u Stratfordu, Marlowe je već dobio stipendiju na Corpus Christi Collegu u Cambridgeu, te s 20 godina i diplomirao. Njegova drama "Tamerlan Veliki" (Tamburlaine the Great) izvedena je napunih godinu dana nakon što je napustio Cambridge. Iz dva komada, "Tamerlan Veliki" je najuspješnija elizabetanska tragedija. Djelo je nepospjelog eponima svih vremena u stilskom izražavanju grčkih demibogova unutar dramske radnje i parafraziranja. U karijeri koja je potrajala samo šest godina napisao je dosta drama, jednu dugu narativnu poemu, a osim toga prevodio je i s latinskog. Nekada, najprominentnijim djelom, "Povijest tragičnog života i smrti dr. Fausta" (The Tragical History of the Life and Death of Doctor Faustus) ili skraćeno "Dr. Faust", usavršenim bijelim stihom, utvrdio se kao otac engleske tragedije, i suštinski predvodnik i takmac Shakespeareu, u njegovom nadolazećem literarnom opusu. 